# علی بن ابی‌طالب از دید شیعیان
علی پسر عمو و داماد پیامبر اسلام محمد، و از اعضای اهل بیت بود. شیعیان علی را اولین امام دانسته و او و فرزندانش را از جانشینان منصوب الهی محمد می‌دانند و این مطلب مورد ادعای جامعه مسلمان شیعه است. اگرچه در زمان حیات محمد، علی را به عنوان جانشین اولیهٔ او در نظر می‌گرفتند ولی ۲۵ سال طول کشید تا وی با عنوان خلیفه (جانشین) شناخته شود. شیعیان ادعا می‌کنند که علی مانند دیگر اعضای اهل بیت، معصوم و بی گناه است و یکی از چهارده معصوم آل محمد است.

## نمونهٔ حدیث
از امام اول شیعیان علی به کمیل بن زیاد نقل گشته‌است که:
«اخوک دینک فاحتط لدینک بما شئت.» دین تو برادر توست، دربارهٔ دینت احتیاط کن.

## احادیث حائز اهمیت برای شیعه
- رویداد غدیر خم
- حدیث ثقلین
- حدیث قلم و کاغذ
- حدیث سفینه
- حدیث منزلت
- یوم الدار
- حدیث دوازده خلیفه
- حدیث کسا
- آیه مباهله
- آیه ولایت